# 伊加利亞的女兒們
伊加利亞的女兒們 （挪威語：Egalias døtre），是格德·布蘭騰伯格的小说。1977年，以挪威语首次出版。这部小说就像布蘭騰伯格的其他作品一样，打破常规，探問女性在社會中的狀態。这本书已被翻译成多种语言，被认为是女性主义文学與女性主義科幻的经典。

## 內容
故事敘述了一個女強男弱的反烏托邦世界「伊加森」（Egalsund）。在伊加森中，男性飽受女性壓迫，甚被要求戴上「陰莖罩」。而主角少年佩托尼奧（Petronius）成為男權主義者，試圖改變伊加森不公平的體制。